# 拓跋根
拓跋根（？—438年4月23日），鲜卑名吐根，魏道武帝拓跋珪之孙，京兆王拓跋黎之子。

## 生平
拓跋根在父亲拓跋黎死后承袭为京兆王，改封江阳王，加号平北将军。太延四年三月癸未（438年4月23日），拓跋根去世，没有儿子。魏献文帝拓跋弘以拓跋根的堂侄南平王拓跋霄第二子元继作为拓跋根的后裔。

## 鲜卑名
北京大学历史系教授罗新认为拓跋根的鲜卑名吐根的语源为北族名号togan，意为“隼”。